# Wapen van Oud-Valkenburg

Wapen van Oud-Valkenburg

Het wapen van Oud-Valkenburg werd op 20 juli 1895 verleend door de Hoge Raad van Adel aan de Limburgse gemeente Oud-Valkenburg. Per 1 oktober 1940 ging Oud-Valkenburg op in gemeente Valkenburg. Het gemeentewapen kwam daardoor te vervallen. Sinds 1981 maakt Oud-Valkenburg deel uit van Valkenburg aan de Geul.

## Blazoenering
De blazoenering van het wapen luidde als volgt:
Gedeeld; rechts van keel, beladen met een kruis van goud (Hoen van Cartils), links van azuur, beladen met den H.Johannes den Dooper in predikende houding, bekleed met een kleed van kemelshair, dat hem slechts ten dele bedekt, gelaat, armen, beenen en het bovengedeelte der linker borst van natuurlijke kleur, houdende in de linkerhand een gouden kruis, de rechterhand omhoog geheven en het hoofd omgeven door een gouden nimbus, ter rechterzijde vergezeld van een tegen hem opspringend lam van natuurlijke kleur.
De heraldische kleuren zijn keel (rood), goud (goud of geel), azuur (blauw) en natuurlijke kleuren

## Geschiedenis
In het wapen zijn het wapen van de familie Hoen van Cartils en een afbeelding van de parochieheilige Johannes de Doper gecombineerd. In de 18e eeuw was de familie Hoen van Cartils de heren van Oud-Valkenburg. Van de heerlijkheid is sinds 1677 een zegel bekend. Op de zegel wordt boven de heilige in een iets andere vorm dan het gemeentewapen afgebeeld en onder het wapen van Hoen van Cartils. Het geheel wordt gedekt door een kroon en aan weerszijden vastgehouden door een griffioen.
Ambt Montfort
· Amby
· Amstenrade
· Arcen en Velden
· Baexem
· Beegden
· Beek
· Belfeld
· Bemelen
· Berg en Terblijt
· Bingelrade
· Bocholtz
· Borgharen
· Born
· Broekhuizen
· Broeksittard 
· Buggenum
· Bunde
· Cadier en Keer
· Echt 
· Eijsden
· Elsloo
· Eygelshoven
· Geleen
· Gennep
· Geulle
· Grathem
· Grevenbicht
· Gronsveld
· Grubbenvorst
· Gulpen 
· Haelen
· Heel
· Heel en Panheel
· Heer
· Helden
· Herten
· Heythuysen
· Hoensbroek
· Horn
· Horst
· Houthem
· Hulsberg
· Hunsel
· Itteren
· Jabeek
· Kessel
· Klimmen
· Limbricht
· Linne
· Maasbracht
· Maasbree
· Maasniel
· Margraten
· Meerlo
· Meerlo-Wanssum
· Meerssen
· Meijel
· Melick en Herkenbosch
· Merkelbeek
· Mheer
· Montfort
· Munstergeleen
· Neer
· Neeritter
· Nieuwenhagen
· Nieuwstadt
· Noorbeek
· Nuth
· Onderbanken
· Obbicht en Papenhoven
· Ohé en Laak
· Oirsbeek
· Ottersum
· Oud-Valkenburg
· Oud-Vroenhoven
· Posterholt
· Roggel
· Roggel en Neer
· Roosteren
· Schaesberg
· Schimmert
· Schinnen
· Schinveld
· Sevenum
· Simpelveld
· Sint Geertruid
· Sint Odiliënberg
· Sint Pieter
· Sittard
· Slenaken
· Spaubeek
· Stramproy
· Stevensweert
· Susteren
· Swalmen
· Tegelen
· Thorn
· Ubach over Worms
· Ulestraten
· Urmond
· Valkenburg
· Vlodrop
· Wanssum
· Wessem
· Wijlre
· Wijnandsrade
· Wittem